# Nosturi
Nosturi (traduzido do finlandês "guindaste") é uma casa de shows e uma boate localizada no distrito de Punavuori, em Helsinque, Finlândia. É de propriedade da Associação de Música ao Vivo (Elävän musiikin yhdistys, ELMU).
O saguão está localizado à beira-mar em Hietalahti, próximo ao estaleiro Hietalahti, em um antigo terminal de carga. Ele recebe esse nome do guindaste antigo (guindaste Hietalahti número 6) localizado ao lado dele. Muitos festivais populares de música ao vivo são realizados em Nosturi ao longo do ano. O ELMU tem suas instalações em Nosturi desde 1999. Antes disso, operava no lendário Lepakko nas proximidades.

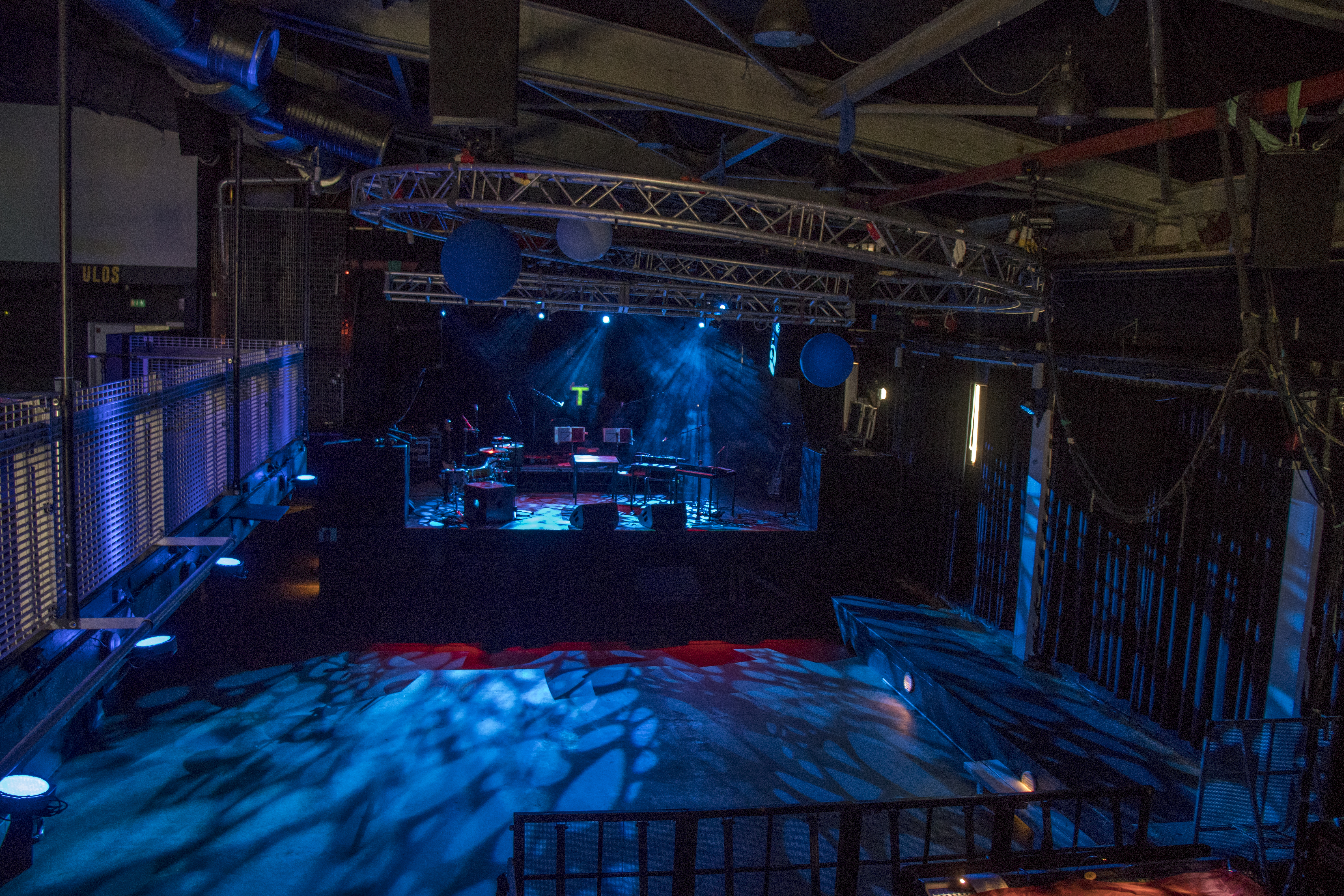
Salão de concerto de Nosturi

Ao longo dos anos, muitas bandas tocaram lá, como HIM, Apulanta, Lordi, Laibach, Bloodhound Gang, CKY, Anthrax, Motörhead, Papa Roach, DragonForce, Ensiferum, Stam1na, Hanoi Rocks e Turisas.
Nosturi será desmontado em 2020, quando a parte mais oriental da antiga área portuária, Telakkaranta, será reconstruída como uma área residencial. De acordo com os planos da época, o ELMU deveria obter novas instalações em um antigo salão de máquinas protegido nas proximidades. Esses planos foram cancelados por causa de custos muito alto, assim como os planos de mudança para os antigos repositórios de gás em Suvilahti. De acordo com o chefe de serviços culturais de Helsinki, Stuba Nikula, é bastante claro que novas instalações não serão iniciadas até que Nosturi seja desmontado.